# Hertha Sponer
Hertha Sponer   (Nysa, 1 de setembre de 1895 - Ilten, 27 de febrer de 1968) va ser una física i química alemanya que va contribuir a la mecànica quàntica moderna i a la física molecular i va ser la primera dona a la Facultat de Física de la Universitat de Duke.

## Biografia
Hertha Sponer va néixer a Neisse (Nysa), a la Silèsia prusiana on va fer esls estudis de batxillerat. Va passar un any a la Universitat de Tübingen, després de la qual va ingressar a la Universitat de Göttingen, on va obtenir el seu doctorat el 1920 sota la supervisió de Peter Debye. Durant el seu temps a la Universitat de Tübingen, va ser ajudant de James Franck. El 1921, juntament amb algunes altres, va ser una de les primeres dones a Alemanya que va obtenir un doctorat en Física, juntament amb el dret d'ensenyar ciències en una universitat alemanya. A l'octubre de 1925 va rebre una beca de la Fundació Rockefeller per quedar-se a la Universitat de Califòrnia, a Berkeley, on va romandre durant un any. Durant el seu temps a Berkeley, va col·laborar amb R.T. Birge, desenvolupant el que ara es coneix com el mètode Birge-Sponer per determinar les energies de dissociació.
El 1932 Sponer havia publicat uns 20 articles científics en revistes com Nature and Physical Review, i s'havia convertit en professora associada de física. El 1933, James Franck va renunciar i va deixar Göttingen i, un any més tard, ella va ser l'acomiadada per la seva posició quan Hitler va arribar al poder, a causa de l'estigma dels nazis contra les dones en l'àmbit acadèmic. El 1934 Sponer es va traslladar a Oslo per impartir classes a la Universitat d'Oslo com a professora visitant i, el 1936, va començar el seu vincle acadèmic amb la Universitat de Duke, a Carolina del Nord, on va romandre com professora fins a 1966, quan es va convertir en professora emèrita, càrrec que va ocupar fins a la seva mort el 1968.
Durant la seva carrera acadèmica, Sponer va realitzar investigacions en mecànica quàntica, física i química. Va escriure i va publicar nombrosos estudis, molts dels quals van ser en col·laboració amb famosos físics com Edward Teller. Va fer moltes contribucions a la ciència, incloent-hi l'aplicació de la mecànica quàntica a la física molecular i el treball en els espectres d'absorció de l'ultraviolat proper. Va establir un laboratori d'espectroscòpia al Departament de Física de la Universitat de Duke, que més tard, el 1949, es va traslladar a un nou edifici. Després de la seva jubilació el 1952, Hedwig Kohn, també una espectroscòpista experimental, es va unir al Departament de Física de Duke i va treballar al laboratori d'Hertha Sponer on va assessorar a tres estudiants de postgrau i diversos associats postdoctorals.
Una de les seves contribucions rellevants a l'aplicació de la Mecànica Quàntica moderna a la física atòmica i molecular van ser les seves dues monografies: "Molekülspektren und Ihre Anwendung auf Chemische Probleme I i II", publicades per Springer Verlag 1935 i 1936, el Vol I és el primer llibre escrit sobre espectroscòpia molecular i Vol II inclou una recopilació de taules.
El 1946, Hertha Sponer i el seu antic mentor, científic i amic James Franck, que havia enviudat el 1941, es van casar. Van seguir actius en la seva professió, ell era professor de la Universitat de Chicago, però van seguir vivint a les seves respectives ciutats i, per tant, només es veien durant unes setmanes cada any. Franck va morir de sobte durant una curta estada a Goettingen el 1964 a l'edat de 81 anys. Un any després de la seva mort, Hertha Sponer va aconseguir l'estatus de professora emèrita a l'edat de 70 anys i va deixar Durham el 1966 per viure a Celle, a prop d'Hannover (Alemanya) amb la família del seu nebot. Va morir el 1968 a Ilten, Baixa Saxònia.

## Publicacions seleccionades
- "Inelastic Impacts of Electrons with Mercury Atoms," ''Zeits. f. Physik'', 7.3: 185 (1921).
- "The Series Spectra of Lead and Tin," ''Zeits. f. Physik'', 32.1: 19 (1925).
- "Predissociation Spectra of Triatomic Molecules," ''Zeits. f. Physik'' pp.;18: 88 (1932) with J. Franck and E. Teller.
- "Analysis of Near U.V. Electronic Transition of Benzene," ''J.Chem.. Phys.'' 7: 207 (1939) with L. Nordheim, A. L. Sklar, and E. Teller.